# Municipio de Zacoalco de Torres
Zacoalco de Torres es un municipio de la Región Lagunas del estado de Jalisco, México. Cuenta con 30'472 habitantes según el INEGI 2020
. Dicho municipio, se encuentra a 45 minutos de la Ciudad de Guadalajara (capital del estado de Jalisco) por la Carretera Estatal Libre 401 Acatlán de Juárez - Ciudad Guzmán. 
El comercio, la industria, la agricultura, la construcción, la elaboración de equipales y figuras de raíz, son las principales fuentes de trabajo y economía del municipio. De estas dos últimas, existen alrededor de 450 familias que elaboran y tienen sustento económico de la fabricación de equipales y sillas artesanales zacoalquences, hechas de varas entretejidas, con el asiento y el respaldo de cuero (en ocasiones son de palma tejida).

## Toponimia
Zacoalco proviene del vocablo Tzacoalco; o "tzcualli" el cual ha interpretado de diversas y muy diferentes maneras, entre ellas: "lugar donde esta la compuerta o el encierro", "en la pirámide"; o "lugar donde se posan las águilas". Se le agregó "de Torres" en honor al general insurgente José Antonio Torres.

## Historia
Cronología de hechos históricos:

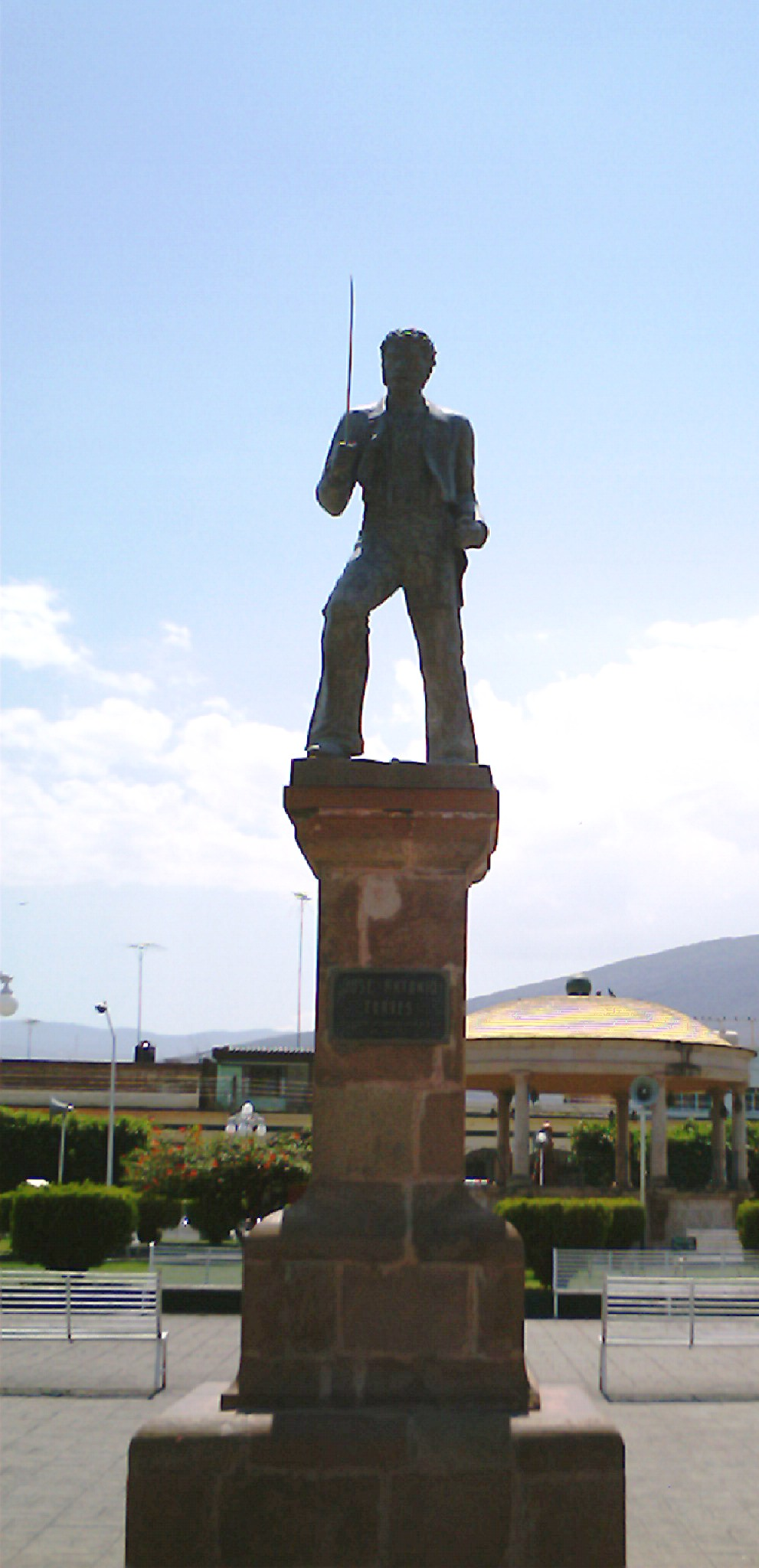
Estatua de El Amo Torres

- 1451 	 Se establecieron en el lugar "tribus nahuas".
- 1524 	 Conquistó esta zona el capitán español Francisco Cortés de San Buenaventura
- 1810 	 El 4 de noviembre de 1810, las fuerzas insurgentes tuvieron un enfrentamiento con tropas realistas encabezadas por Tomás Ignacio Villaseñor. El combate duró una hora y hubo 257 muertos, multitud de heridos y prisioneros. Finalmente, la batalla fue ganada por las tropas comandadas por "El Amo Torres".
- 1824 	 El 27 de marzo de 1824, el poblado de Zacoalco es elevado a la categoría de villa.
- 1829 	 El 11 de abril de 1829, por decreto número 207, la "Villa de Zacoalco" se denominaría en lo sucesivo "Zacoalco de Torres".
- 1962 	 El 18 de febrero de 1962, surge el descubrimiento del mamut en la delegación de Catarina (actualmente Barrio II "General Andrés Figueroa" o Catarina II). Dichos restos arqueológicos, se encuentran en el Museo Regional de Guadalajara.
- 2008 	 Comienza la llegada de cadenas comerciales al municipio de Zacoalco de Torres llevándolo al comienzo de su urbanización. El primer establecimiento comercial que sigue presente es Farmacia Guadalajara.
- 2010 	 Inicia la construcción del "Centro Logístico Jalisco", ubicado en los límites del norte de Zacoalco de Torres y los límites del sur de Acatlán de Juárez.
- 2011 	 En diciembre de este año, se establecen en el municipio las primeras tiendas de conveniencia Oxxo de FEMSA Comercio, siendo "OXXO Catarina" y "OXXO Rubén Ramírez", siendo las primeras dos sucursales.
- 2013 	 El 16 de julio de 2013, se estableció el supermercado "Mi Bodega Aurrera" de Walmart de México y Centroamérica.
- 2013 	 En septiembre de 2013, se estableció la tienda departamental "Coppel Canadá" de Coppel.
- 2014 	 El 17 de enero de 2014, se estableció la mueblería El Bodegón del Grupo BODESA.
- 2015 	 Inicia operaciones el Centro Logístico Jalisco.
- 2017 	 A finales del mes abril, se estableció la tercera sucursal de Oxxo ("OXXO Portales").
- 2018 	 El 23 de marzo de 2018, se cierra al público la sucursal bancaria de Banamex ("Citibanamex Zacoalco de Torres") y su consiguiente retirada del municipio.
- 2022 ➞ El 11 de julio de 2022, se estableció la cuarta sucursal de Oxxo ("OXXO Reforma").
- 2022 ➞ El 24 de octubre de 2022, inició la construcción de la primera sucursal del Banco del Bienestar ("Banco del Bienestar - Zacoalco de Torres").
- 2022 ➞ El 15 de diciembre de 2022, se estableció la primera sucursal de Kiosko ("KIOSKO Rubén Ramírez").
- 2022 ➞ El 16 de diciembre de 2022, se estableció la segunda sucursal de Kiosko ("KIOSKO Aquiles Serdán").
- 2023 ➞ Inicia la construcción de la Clínica del ISSSTE - Zacoalco de Torres del ISSSTE.

### Ubicación
Zacoalco de Torres está situado en el sureste del estado, en las coordenadas 20°1′30″ a 20º21’05" de latitud norte y 103°30′30″ a 103º41’25" de longitud oeste a una altitud de 1500 metros sobre el nivel del mar.
El municipio colinda al norte con los municipios de Villa Corona y Acatlán de Juárez; al este con el municipio de Jocotepec; al sur con los municipios de Atoyac y Techaluta de Montenegro; Al sureste con el municipio de Teocuitatlán de Corona; y al oeste con el municipio de Atemajac de Brizuela.

### Topografía
Su superficie está conformada por zonas planas (39%), zonas semiplanas (34%), con lomas y laderas, y zonas accidentadas (27%) ocupadas por bosques.
Suelos. El territorio está constituido por terrenos del período terciario. La composición de los suelos es de tipos predominantes Feozem Háplico, Vertisol Pélico, Vertisol Crómico y Solonchak Mólico. El municipio tiene una superficie territorial de 49,127 hectáreas, de los cuales 18,567 son utilizadas con fines agrícolas, 17,092 en la actividad pecuaria, 10,000 son de uso forestal, 806 son suelo urbano y 2,341 hectáreas tienen otro uso, no especificándose el uso de 321. En lo que a la propiedad se refiere, una extensión de 21,607 hectáreas es privada y otra de 27,199 es ejidal; no existiendo propiedad comunal. De 321 hectáreas no se especifica el tipo de propiedad.

### Hidrografía
Este municipio pertenece a la cuenca Centro - Pacífico, subcuenca lagunas de San Marcos y Zacoalco. Sus recursos hidrológicos son proporcionados por los principales arroyos: El guayabo, Los Laureles y Santa Clara, por los manantiales de Cacaluta y por la presa del Rincón.

### Clima
El clima es semiseco y semicálido, con primavera seca y semicálida, sin cambio térmico invernal bien definido. La temperatura media anual es de 22.7°C, con máxima de 30.4 °C y mínima de 15.1 °C. El régimen de lluvia se registra entre los meses de junio y agosto, contando con una precipitación media de 578.7 milímetros. El promedio anual de días con heladas es de 2.9. Los vientos dominantes son en dirección del noroeste al suroeste.

### Flora y fauna
Los bosques están cubiertos de pino y encino y en sus partes bajas se encuentra selva baja espinosa, con huizache, palo dulce y granjeno. También hay maguey y nopal. El coyote, la liebre, la ardilla, el conejo, coatí, mapache, gato montés lynx rufus, zorro gris, venado cola blanca y otras especies menores habitan esta región.
Tiene una flora Cuenta diversa especies vegetales las más reconocidas son Palo de Rosa Panal, Mezquite, Palo de Gato, Guamúchil, Nopal silvestre, Cactus, Guásima, Tasiste, higuerilla, Palo Dulce y otros arbustos pequeños de espinas.

## Demografía

### Localidades
En el censo de 2020 el municipio de Zacoalco de Torres contaba con 31 localidades.
| Código INEGI      | Localidad               | Población (2020) |
| ----------------- | ----------------------- | ---------------- |
| 141190001         | Zacoalco de Torres      | 20 345           |
| 141190011         | General Andrés Figueroa | 2 241            |
| 141190014         | San Marcos              | 1 466            |
| 141190003         | Barranca de Otates      | 1 001            |
| Otras localidades | Otras localidades       | 5 419            |
| Total municipal   | Total municipal         | 30 472           |

## Economía
Principales actividades económicas
Las actividades económicas principales del municipio son la agricultura, (destacando el cultivo de sorgo, el maíz y el fríjol), la ganadería (con producciones principalmente avícolas y porcícolas). 
Comercio:
En el comercio destacan los giros referentes a la venta de productos alimenticios de primera necesidad, en su mayoría son tiendas de abarrotes que operan como misceláneas o tiendas mixtas. Dichas tiendas, ofrecen diferentes artículos relacionados con los ramos de ferretería, bonetería, mercería, venda de calzado, muebles y aparatos eléctricos. Así mismo, existen tiendas que ofrecen ropa, muebles de madera rústicos, medicinas y perfumería. 
Por otra parte, existen dos gasolineras con venta de gasolina y combustibles y varios comercios con venta de materiales para construcción y refacciones automotrices. 
La venta de cerveza y licores contribuye en gran parte a la economía dado a su gran consumo por los habitantes. 
Explotación Forestal:
Existen algunas zonas boscosas donde predomina el pino y que a su vez es explotado
Minería:
Existen yacimientos de minerales no metálicos que son explotados, tales como: la cal, la cantera, la arena, la arcilla. Así mismo, se explota también la diatomita.
Servicios:
Bancos y Cajas Populares ➞ En el servicio financiero se cuenta con las siguientes instituciones financieras: Banco BBVA, Banco Azteca, Bancoppel, Caja Popular Atemajac, Caja Popular Tzaulán, Caja de Ahorro Guachinango y F Rápido.

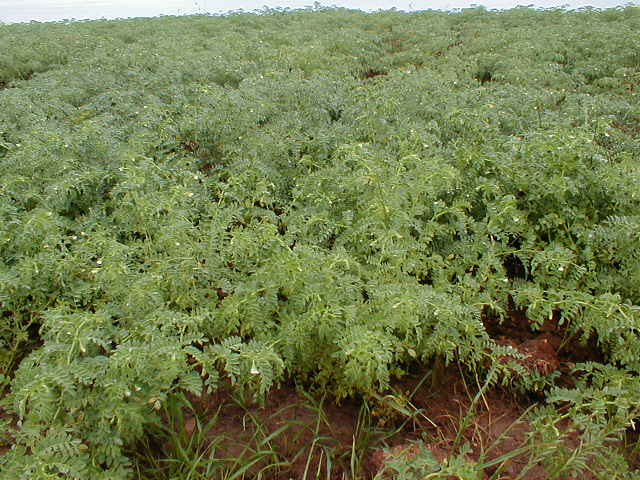
El garbanzo se cultiva en el municipio

Ganadería ➞ Se cría ganado bovino, caprino y porcino. Además de aves y colmenas.
Agricultura ➞ Destacan el maíz, el sorgo, el garbanzo, la pitaya, el frijol, la calabaza y el pepino.
Comercio ➞ En el ramo comercial se cuenta con un mercado municipal y más de 250 tiendas de abarrotes. Entre ellos se encuentran cadenas comerciales como: un supermercado Mi Bodega Aurrera, una zapatería Coppel Canadá, 6 tiendas de conveniencia de Oxxo y Kiosko (OXXO Catarina, OXXO Rubén Ramírez, OXXO Portales, OXXO Reforma, KIOSKO Rubén Ramírez y KIOSKO Aquiles Serdán), una mueblería El Bodegón, Farmacias Guadalajara, Farmacia Zacoalco, Farmacias Similares; una casa de empeño Empeña Fácil, pinturas Comex y Doal.
Rosticería El Pechugón; tiendas de índole local, tales como Abarrotes Santana, Súper Santa Catarina y La Súper Tienda, siendo esta última fundada en agosto de 1953.
Por otro lado, Zacoalco de Torres cuenta con negocios de diversos giros, tales como heladerías, boutiques de ropa y calzado, carnicerías, pastelerías, tortillerías, restaurantes-bares, restaurantes, papelerías, mueblerías, funerarias, Gym y Crossfit, entre otros negocios, los cuales se encargan de proporcionar y comercializar productos y servicios a la población de Zacoalco de Torres y su cabecera municipal, así como sus poblaciones rurales del municipio y sus municipios colindantes, tanto de la Región Lagunas como del Centro de Jalisco. Por otro lado, se instala semanalmente un tianguis dominical con aproximadamente 70 puestos.

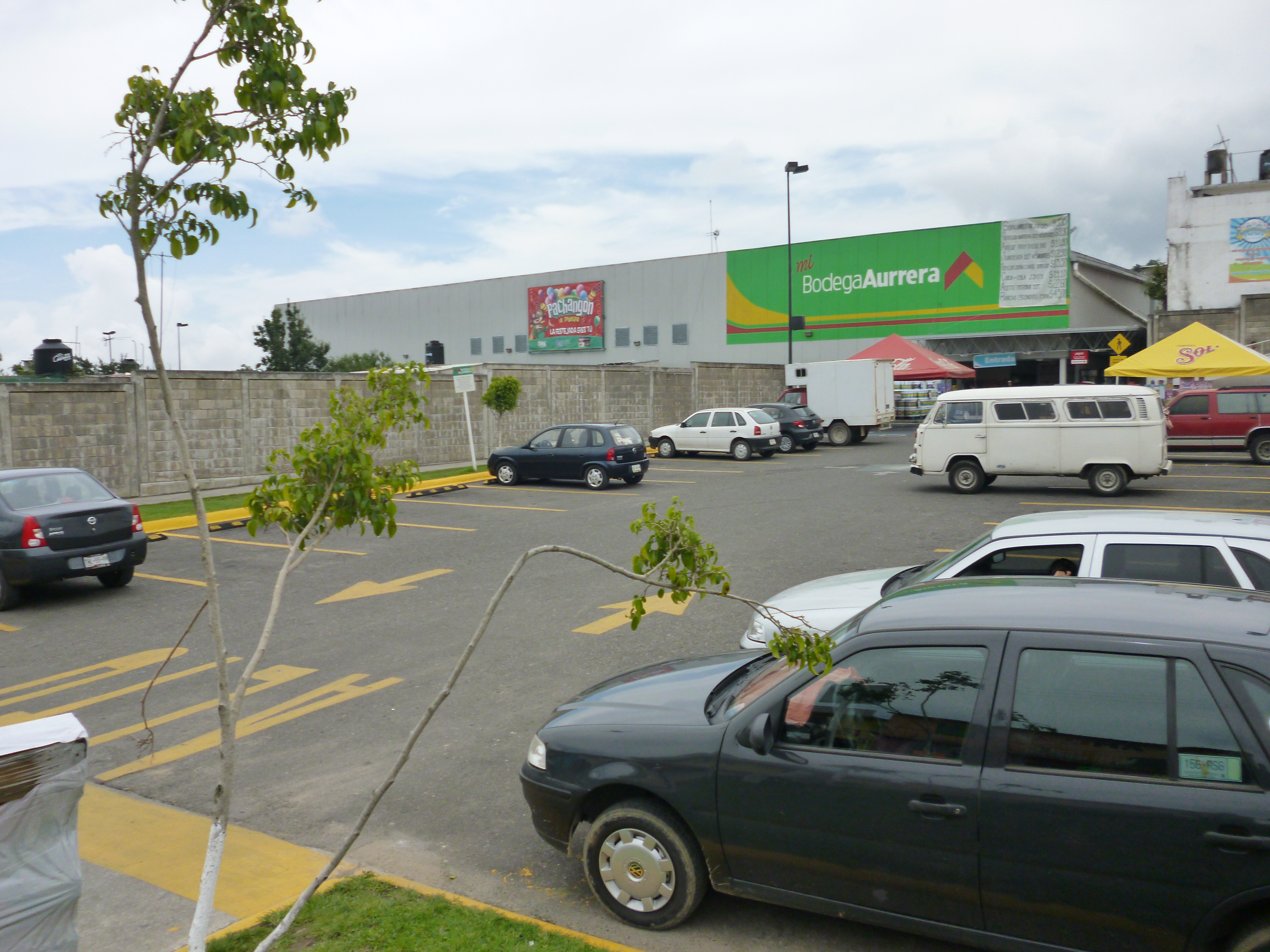
Mi Bodega Aurrera, una de las principales tiendas de autoservicio de índole nacional del municipio de Zacoalco de Torres, inaugurada el 16 de julio de 2013

Fábricas: Dentro de la población se encuentran fábricas textiles, alimentarias y farmacéuticas, además una de la más importantes de Latinoamérica que es Almería donde se procesan productos minerales principalmente diatomita.
Servicios: Se prestan servicios financieros, profesionales, técnicos, comunales, sociales, administrativos, turísticos, personales y de mantenimiento. Cuenta con todos los niveles educativos Preescolar, Primarias, Secundarias, Preparatoria de Zacoalco.
Industria: La principal actividad que se desarrolla es la elaboración de equipales, mesas para sala y sillones.
Minería. Existen yacimientos de cal, cantera, arena, arcilla, y la Diatomea.
Explotación forestal. Se explota el pino
Turismo: En tiempo de las Fiestas Parroquiales y las Fiestas del Cerrito, suelen llegar muchas personas originarias de Zacoalco de Torres así como de sus poblaciones y comunidades rurales del mismo municipio y de municipios aledaños.
Gastronomía Típica Zacoalquense: Tacos Enchilados de carne de puerco y frijol, fruta de horno, en el cual es un pan tradicional y la pitaya, que es una fruta de la región que se da en pitayos en el mes de mayo.
Arquitectura
- Presidencia Municipal. Portales que se encuentran en el centro, Templo de San Francisco de Asis, Capilla de San Vicente, Antigua estación del Ferrocarril (la cual actualmente en 2025 se encuentra en mal estado de abandono) y Capilla de la Virgen de Guadalupe (El Cerrito).

Artesanías
- Elaboración de: Equipales hechos de cueros de cerdo, madera, vara, ollas, adornos, tallado de molcajetes, figuras de piedra, tapetes de tule, textiles, sillas de montar, huaraches, colchas y cazuelas.

Iglesias Católicas
- Parroquia de San Francisco de Asís.
- Santuario de La Virgen de Guadalupe del Cerrito.
- Capilla de San Vicente de Paúl.
- Capilla de Santo Santiago.
- Capilla de San Juan Bautista.
- Capilla del Espíritu Santo.
- Capilla de La Milagrosa.
- Capilla de La Cruz.
- Capilla de La Cruz Verde.
- Capilla de San Miguel Arcángel.
- Capilla de La Divina Providencia.
- Ermita de San Judas Tadeo.
- Ermita del Santo Niño de Atocha.

Iglesias Protesantes
- Salón del Reino de Los Testigos de Jehová.

Iglesias Bautistas
- Iglesia Bautista "Independiente El Camino".

Iglesias Evangélicos
- Alianza Evangélica Misionera "Compañerismo Cristiano".

Religión
- Predomina con el 98.4% la Iglesia Católica, con el 0.6% los Testigos de Jehová, con el 0.3% los Bautistas, con el 0.2% los Evangélicos y el 0.5% dice no profesar ninguna religión.

Lagos y lagunas
- Laguna de San Marcos.
- Laguna de Zacoalco. (En la Calzada)
- Manantial El Verde.
- Presa del "Rincón".
- Presa "La Calera"

Pueblos
- General Andrés Figueroa (Catarina ll)

Parques y reservas
- Cerro de la Guayola.
- Cerro de las Canoas.
- Cerro del Tecolote.
- El Cerrito.
- La Taberna.

## Fechas Cívicas
Fechas Conmemorativas
- 27 de marzo (1824) - El poblado de Zacoalco es elevado a la categoría de Villa.
- 4 de abril (1524) - Fundación Zacoalco de Torres
- 8 de abril (1844) - Según lo dispuesto por decreto N.º 05 se renovó el Ayuntamiento.
- 11 de abril (1829) - Por decreto N.º 207 a la villa de Zacoalco se le otorga el apellido Torres por el "Amo Torres" nombrándolo Zacoalco de Torres.
- 23 de mayo (1811)- Fallecimiento del "amo Torres"
- 2 de noviembre (1775) - Natalicio de José Antonio Torres.
- 4 de noviembre (1810) - Aniversario de la Batalla de Zacoalco

## Delegaciones
El poblado de Zacoalco de Torres es la cabecera municipal de dicho municipio, sin embargo cuenta con varias delegaciones municipales:
La delegación más extensa es la de General Andrés Figueroa también conocida como Catarina II, en dicha delegación se encuentra la Planta Almería la cual industrializa un mineral conocido como diatomita que se extrae en la región. También fue en este sitio donde se encontraron los restos fósiles de un mamut que se encuentra exhibiéndose en el museo regional de Guadalajara la capital del Estado.
- Benito Juárez (Catarina)
- General Andrés Figueroa
- Pueblo Nuevo
- Barranca de Otates
- Barranca de Los Laureles
- Barranca de Santa Clara
- Las Moras
- San Marcos Evangelista
- Verdía
- San Isidro (El Crucero)
- La Cruz
- El Briseño
- Sayulapan
- La Villita (Cacaluta)
- La Ureña

## Fiestas
Fiestas Taurinas
- del 15 de diciembre al 1 de enero - Feria taurina Recibimientos, toros y baile.

Fiestas religiosas
- 12 de enero - Fiesta en honor de la Virgen de Guadalupe.
- Último domingo de febrero - Festividad de los Hijos Ausentes de Guadalajara.
- 1 de mayo - Fiesta en Honor al Señor del Trabajo.
- 3 de mayo - Fiestas en honor a la Santa Cruz.
- 24 de junio - Fiesta en honor a San Juan.
- 19 de julio - Fiesta en honor a San Vicente de Paúl.
- 25 de julio - Fiesta en honor a Santo Santiago.
- 6 de agosto - Fiesta en Honor al Señor de la Salud.
- 15 de agosto  - Fiesta en honor a Santa María.
- 4 de octubre - Fiesta en Honor al patrono, San Francisco de Asís.

## Gobierno

### Presidentes municipales
| Presidente municipal                                     | Período               | Partido político                       | Notas                                          |
| Fernando Basulto Limón                                   | 1927                  |                                        |                                                |
| Antonio Ruiz Valencia                                    | 1928                  |                                        |                                                |
| Francisco Hernández                                      | 1929                  | PNR                                    |                                                |
| Fernando Basulto Limón                                   | 1930                  | PNR                                    |                                                |
| Germán Basulto Limón                                     | 1931–1932             | PNR                                    |                                                |
| Antonio Ruiz Valencia                                    | 1933                  | PNR                                    |                                                |
| Daniel Frías                                             | 1934                  | PNR                                    |                                                |
| Antonio Ruiz Valencia                                    | 1935–1936             | PNR                                    |                                                |
| Sotero Ortega                                            | 1937–1938             | PNR PRM                                |                                                |
| Germán Basulto Limón                                     | 1939                  | PRM                                    |                                                |
| Sotero Ortega                                            | 1940                  | PRM                                    |                                                |
| Antonio Ruiz                                             | 1941–1942             | PRM                                    |                                                |
| Rodolfo Jiménez Barragán                                 | 1943–1944             | PRM                                    |                                                |
| Antonio Ruiz Valencia                                    | 1945                  | PRM                                    |                                                |
| Luis García Villegas                                     | 1946–1947             | PRI                                    |                                                |
| Pedro Alcaraz                                            | 1948                  | PRI                                    |                                                |
| Martín Velázquez Granados                                | 1949–1952             | PRI                                    |                                                |
| Pedro Madrigal Castillo                                  | 1953–1955             | PRI                                    |                                                |
| Juan Camberos Flores                                     | 1956                  | PRI                                    |                                                |
| José Díaz de los Santos                                  | 1957                  | PRI                                    |                                                |
| Magdaleno Magallanes Madrigal                            | 1958                  | PRI                                    |                                                |
| Pedro Madrigal Castillo                                  | 1959                  | PRI                                    |                                                |
| David Encarnación Ortega                                 | 1960–1961             | PRI                                    |                                                |
| Salvador Reynoso Madrigal                                | 1962                  | PRI                                    |                                                |
| Silvino Álvarez Barragán                                 | 1963–1964             | PRI                                    |                                                |
| Rodolfo Jiménez Barragán                                 | 1965–1967             | PRI                                    |                                                |
| Fernando Verónica Ocampo                                 | 1968–1970             | PRI                                    |                                                |
| Rodolfo Jiménez Bonilla                                  | 1971–1973             | PRI                                    |                                                |
| Salvador Azpeitia Cárdenas                               | 1974–1976             | PRI                                    |                                                |
| José Toscano Figueroa                                    | 1977–1979             | PRI                                    |                                                |
| Juan González Castro                                     | 1980–1982             | PRI                                    |                                                |
| Pedro Uribe Aceves                                       | 01-01-1983–31-12-1985 | PRI                                    |                                                |
| José Reynoso Madrigal                                    | 01-01-1986–31-12-1988 | PRI                                    |                                                |
| Miguel Mario Méndez Monje                                | 1989–1992             | Coalición Cardenista Jalisciense (CCJ) |                                                |
| Francisco Contreras Díaz                                 | 1992–1995             | PRI                                    |                                                |
| Alfredo Escobar Ruiz                                     | 1995–1997             | PRD                                    |                                                |
| Braulio Gómez Cortés                                     | 01-01-1998–15-10-1998 | PRI                                    | Falleció en el cargo, el 15 de octubre de 1998 |
| J. Jesús Gómez Ortiz                                     | 16-10-1998–1999       | PRI                                    | Interino                                       |
| Salomé Velázquez Ibarra Presidente del Concejo Municipal | 1999–31-12-2000       | PRI                                    |                                                |
| Ricardo Gómez Cortés                                     | 01-01-2001–31-12-2003 | PRI                                    |                                                |
| José Gutiérrez Anguiano                                  | 01-01-2004–31-12-2006 | PRI                                    |                                                |
| Javier Jiménez Álvarez                                   | 01-01-2007–31-12-2009 | PRI                                    |                                                |
| Simón Fernando Llamas Bañuelos                           | 01-01-2010–30-09-2012 | PAN                                    |                                                |
| Javier Jiménez Álvarez                                   | 01-10-2012–30-09-2015 | PRI PVEM                               | Coalición "Compromiso por Jalisco"             |
| Luis Fernando Solórzano Madrigal                         | 01-10-2015–30-09-2018 | MC                                     |                                                |
| Javier Jiménez Álvarez                                   | 01-10-2018–30-09-2021 | PRI                                    |                                                |
| Hilda Cachux Andrade                                     | 01-10-2021–30-09-2024 | Morena                                 |                                                |

No ha existido un enfoque hacia la educación, el arte, y la cultura en Zacoalco históricamente. El cambio climático no es un tema de importancia. El dengue va en aumento al igual que las altas temperaturas y falta de agua la cual también está contaminada. Los niveles de smog son de alto riesgo. Los árboles son cortados, se quema basura, los pesticidas son regados por industrias en zonas residenciales. Lo que si hay es una gran cultura de alcoholismo.